# Adeona grisea
Adeona grisea är en mossdjursart som beskrevs av Jean Vincent Félix Lamouroux 1816. Adeona grisea ingår i släktet Adeona och familjen Adeonidae. Inga underarter finns listade i Catalogue of Life.